# Радісний провулок (Київ)
Радісний провулок — провулок в Дарницькому районі міста Києва, селище Бортничі. Пролягає від Заплавної вулиці вздовж озера Заплавне до кінця забудови.

## Історія
Виник у 2010-х як Червоноармійський 3-й провулок. Сучасна назва - з 2015 року